# 마피아

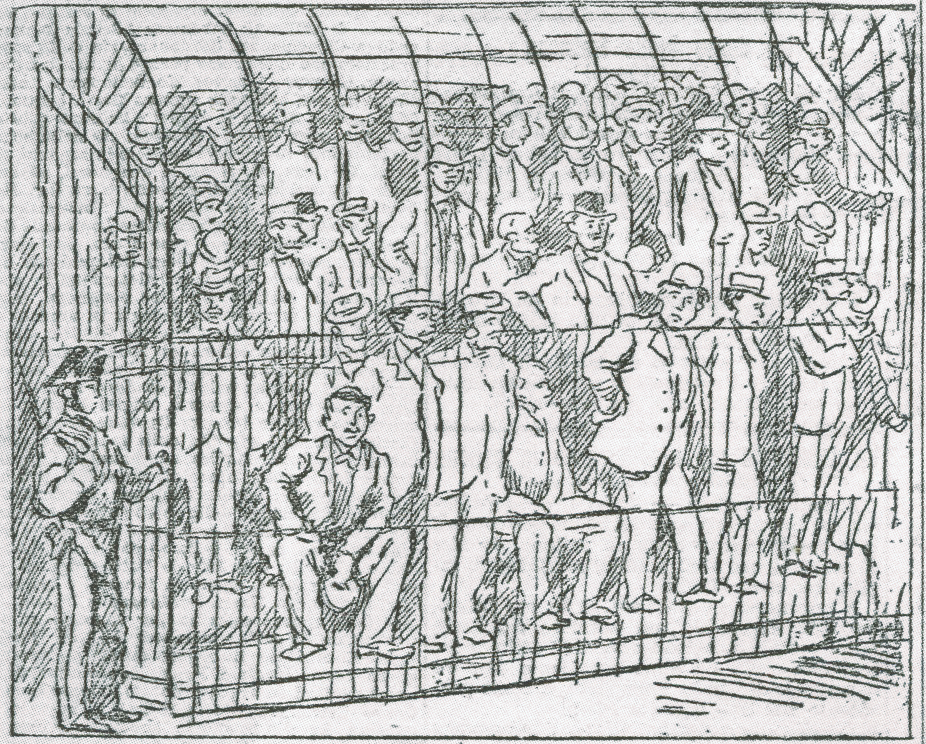

마피아(영어: mafia)는 보호세 갈취, 범죄자간의 분쟁 중재, 불법적 합의 및 거래의 조직과 감독을 주요 사업으로 하는 신디케이트형 조직범죄이다. 상술한 활동 외에도 마약밀매, 암금융, 사기 등도 부차적 사업으로 삼는다.
"마피아"라는 말은 본래 시칠리아 마피아를 가리키는 말이었으나, 시칠리아 마피아와 유사한 방법과 목적으로 활동하는 다른 조직들까지 포괄하는 의미로 확장되었다. 아무개 마피아라는 말은 대개 언론과 대중에서 사용하는 것이고, 범죄조직 측에서는 따로 사용하는 명칭들이 따로 있다. 예를 들어, 시칠리아와 미국의 마피아는 "라 코사 노스트라", 멕시코 마피아는 "라 엠므", 일본 마피아는 "야쿠자", 중국 마피아는 "삼합회"라는 이름을 지칭한다.
별다른 수식어 없이 "마피아"라고 했을 때는 대개 시칠리아 마피아 또는 이탈리안 마피아를 말한다.

## 역사
마피아라는 용어가 국제적으로 사용된 것은 1875년 이후인데, 그 기원에 대해서는 명확한 바는 없으나, 수세기 동안 시칠리아가 무법 상태에 있을 때 강도로부터 토지를 보호하기 위해 부재 지주들이 만든 소규모 사병 조직인 마피에(MAFIE)에서 비롯되었다는 설도 있고, 최초의 마피아 단원은 1282년 시칠리아 만종 사건이라고 불리는 반란에서 프랑스의 앙주 가문의 지배에 대항하여 싸웠던 시칠리아 기사들이었다는 설도 있다. 이 설에 따르면 마피아(Mafia)라는 용어는 "이탈리아는 열망한다. 프랑스인의 죽음을! (이탈리아어: Morte alla Francia Italia Anela) 라는 문구의 머리글자를 취한 것이라고 한다.
Mafia와 mafia를 구별하는 견해도 있다.
- Mafia는 국제범죄조직이다.
- "mafia는 모든 시칠리아 사람들에게 퍼져있는 정신상태, 생활 철학, 사회에 대한 개념, 도덕적 규약, 특수한 감수성을 말한다. 그들은 그것을 요람에서부터 배워서, 아니면 태어나기 전부터 이미 알고 있다. 그들은 서로 도와야 하며 친구가 틀리고 적들이 옳다고 할지라도 친구의 편을 들어 적에 대항하여 싸워야 한다. 각 개인은 무슨 대가를 치르더라도 자신의 존엄성을 지키고, 아주 사소한 모욕이라도 복수하지 않고 넘어가서는 안 된다. 그들은 비밀을 지켜야 하며, 공권력이나 법률에 대해서는 언제나 경계해야 한다."[4]

## 이탈리아의 마피아 단체
이탈리아는 크게 4개의 각기 다른 마피아가 활동 중이다.
- La Cosa Nostra(LCN)(코사 노스트라) 영화 《대부》로 유명하다.
- Camorra(카모라)
- 드랑게타
- 사크라 코로나 우니타

## 미국의 마피아 단체
미국 마피아 라 코사 노스트라의 가장 유명한 인물은 알 카포네다. 이들은 금주법을 거치며 압도적인 자금력과 조직력을 기반으로 미국 암흑가를 제패했다.
20세기 후반에 들어서는 미국 조직범죄 세계에서 라 코사 노스트라의 역할이 줄어들고 있다는 여러 조사 결과가 발표되었다. 여기에는 1980년대부터 여러 마피아 활동의 기반을 와해시킨 FBI의 성공적인 단속과 더불어 고립되어 있던 이탈리아-시칠리아계 사회가 차츰 해체되고 이들이 전체 미국 사회로 흡수됨에 따라 마피아 단원을 기르기 위한 전통적 양육의 기초가 실제적으로 줄어든다는 데 있다. 마피아 전문가 셀윈 랍(Selwyn Raab)의 롤링 스톤지와의 인터뷰를 보면, 그렇기 때문에 오늘날의 미국 마피아는 신입 조직원들을 주로 나폴리, 칼라브리아 같은 남부 이탈리아나 시칠리아 섬의 팔레르모, 코를레오네, 트리파니 등지에서 많이 채용해온다고 한다.
2006년에 논픽션 작가 데이비드 사우스웰(David Southwell)이 발간한 조폭연대기(원제: The History of Organized Crime)의 본문을 보면 '언론에서는 관심을 끌기 위해 미국 범죄의 지배세력인 라 코사 노스트라를 대신할 새로운 조직이 나타났다는 소재를 즐겨 쓰지만 대부분 지나친 억지 추측이나 거짓으로 판명 난다.'라고 적어 놓았다. 사우스웰에 따르면 마피아를 제외할 경우 미국 암흑가의 지배적인 세력은 바이커 갱단이라고 한다. 또 FBI 홈페이지에서도 여전히 라 코사 노스트라를 가리켜 '미국 사회를 위협하는 가장 중요한 조직범죄(one of the foremost organized criminal threats to American society)'로 설명하고 있다.
2011년 월스트리트 저널에서 왜 21세기에도 여전히 이탈리아계 범죄조직이 세계의 중심이자 다민족 국가인 미국의 암흑가에서 가장 강력한 집단으로 남아있으며, 왜 미국 내 다른 범죄조직들은 라 코사 노스트라가 누리는 광범위한 영향력에 근접하지 못하는가에 대한 특집 기사를 썼다. 전문가들의 견해를 종합하면 라 코사 노스트라의 유구한 역사, 강력한 조직구조, 원활한 조직원 수급 능력도 한몫하지만 이들의 도전자라고 할 수 있는 러시아계 레드 마피아 세력의 경우 특정한 범죄 공모를 위해 잠시 뭉친 후 해체되는 경향이 있다고 한다. 이러한 점이 수사망을 피하는 데는 유리할지 모르나 많은 조직원의 수를 갖춘 체계적인 집단으로는 성장하지 못하게 했다. 한편 대부분의 아시아계 갱단들은 그들 자신의 이민자 집단 구성원들만을 희생시키는 경향이 있기 때문에 상대적으로 작은 규모를 유지하고 있다. 특히 1980년대 후반 뉴욕 시 차이나타운을 거점으로 많은 아시아계 조직들이 형성되었지만, 당시 연방정부에서 성공적으로 주도한 일련의 기소는 이들 집단들을 효과적으로 해체시켰고 여러 중국계와 베트남계 갱단들을 방황하는 늑대 무리에 가까운 소규모 집단으로 전락시켰다. 존 길브라이드 DEA 뉴욕 사무국 특수요원은 멕시코와 콜롬비아의 마약 카르텔을 가리켜 잘하는 게 한 가지뿐인 집단(One-Trick Pony)이라고 묘사하며 미국 내에서는 마약거래 지배권에만 집중하여 다른 수지맞는 범죄에는 가담하지 않는 약점이 있다고 했다.
2011년 하워드 아바딘스키 세인트 존스 대학교 교수에 따르면 현대 미국 마피아는 부분적인 아웃소싱(기업 업무를 제3자에 위탁해 처리하는 방식) 형태로 발달했으며, 수사기관의 관심을 분산시키기 위해 자신들의 일부 범죄 활동을 바이커 갱단으로 대표되는 다른 조직범죄 집단에 맡긴다고 한다.
2019년 GQ 매거진에서 뉴욕 동부지검 조직범죄 수사부장 크리스틴 메이스(Kristin Mace)와 부부장 알론 리프시츠(Allon Lifshitz)를 인터뷰한 기사를 보면 ‘러시아 마피아, 알바니아인들, 일본 야쿠자, 중국 삼합회는 잊어버려라. 이탈리아계 마피아가 여전히 뉴욕을 지배한다.(Forget the Russian mafia, the Albanians, the Japanese Yakuza or Chinese Triads: the Italian-American mafia still rules the roost in New York.)’라고 쓴 뒤 “과거와 다름없이 마피아는 중요한 존재다. 뉴욕 내에 그들을 능가하는 다른 조직화된 범죄 집단은 없는 것 같다.(It’s a significant presence and no less than in the past,” Mace told me. “I don’t think there’s any other organised crime group that has surpassed it in influence in New York City.)”라는 미 연방검사의 의견을 전했다. 같은 기사에서 ‘오늘날 미국 내에서 벌어지는 모든 이탈리아계 마피아의 사업은 궁극적으로 뉴욕으로 귀결되고, 로스앤젤레스의 MS-13 같은 거리의 갱범죄자들은 자신들의 범죄(총기•마약•돈)에 대한 증거를 스스로 페이스북에 올릴 수도 있지만 그건 마피아 스타일이 아니다. 침묵의 계율 오메르타로 무장된 마피아 범죄는 수사와 기소를 어렵게 만든다.’라고 전했다.
같은 GQ 매거진 기사에서 전 감비노 패밀리 준 구성원 살 로마노는 “오늘날의 미국 마피아가 1990년대의 미국 마피아보다 더욱 강력할 수도 있다.(In a way, the mob may be more powerful than they were in the Nineties.)”라고 밝혔다. 동시에 2010년대 미국 경제의 호황은 범죄조직의 지갑도 채워준다고 덧붙였다. 일반 시민들의 입장에서, TV를 틀기만 하면 뉴스에 마피아가 나오던 그 시절이 오늘날보다 더욱 강력했다고 믿기 쉽지만 실상은 그 반대일 가능성이 더 높다.
미국 정부가 마피아를 상대하는 데 사용하는 RICO법의 권위자 조지 블레이키 노트르담 법대 교수 역시 비슷한 맥락에서 "코사 노스트라는 범죄자들에게 돈을 제공한다. 오늘날의 마피아는 암흑가의 은행처럼 행동한다.(Cosa Nostra provides money to criminals. Today's mafia, behaves like the bank of the underworld.)"고 얘기했다.

## 러시아의 마피아 단체
소련이 해체되면서 현재 러시아에서 활동하는 마피아의 조직원 및 그 하수인들의 수는 약 200만 명으로 추산되고 있다.

## 관련 영화 및 소설
- 대부 : 영화
- 대부 : 소설

## 같이 보기
- 삼합회 : 중국 범죄 조직
- 야쿠자 : 일본 범죄 조직
- 메데인 카르텔 : 콜롬비아 범죄 조직
- 갱단 : 미국의 범죄 조직